# Diego de Covarrubias
Diego de Covarrubias y Leyva (Toledo, 25 de julio de 1512–Madrid, 27 de septiembre de 1577) jurista, político y eclesiástico español. Representante de la escuela de Salamanca en su siglo de oro. Su padre, Alonso de Covarrubias (1488–1570), fue arquitecto de la catedral de Toledo, y su hermano Antonio de Covarrubias y Leyva (1514–1602) fue profesor de derecho en Salamanca y consejero de Castilla.

## Biografía
Hijo de Alonso de Covarrubias y María Gutiérrez de Egas.
Diego aprendió latín con el maestro Alonso Almofara. Siendo todavía niño se trasladó a Salamanca, en 1527, a casa de su tío Juan de Covarrubias, racionero en esa catedral, a estudiar en su Universidad derecho canónico con Martín de Azpilicueta y teología con Francisco de Vitoria y Domingo de Soto. Tuvo ocasión de aprender griego y latín con Clenardo en la breve estancia de este (1533).
En 1538 obtuvo el título de bachiller en cánones y una plaza en el colegio del Salvador (o de Oviedo); al año siguiente, el título de doctor; y en 1540, una cátedra que desempeñó durante ocho años. De 1548 a 1559 ejerció el cargo de oidor en Real Chancillería de Granada. Ya obispo civitatense recibió el encargo de Felipe II de visitar la Universidad de Salamanca, para hacer la reforma de sus estatutos, visita que realizó el 12 de agosto de 1560.

## Episcopado
El 24 de abril de 1556, le fue concedido el cargo de arzobispo de Santo Domingo sin haberse ordenado, hasta el 26 de enero de 1560 que fue nombrado obispo de Ciudad Rodrigo portando el rango de arzobispo como título personal. Consagrado por Fernando Valdés el 28 de abril de aquel año, asistiendo Martín Pérez de Ayala y  Diego de los Cobos, obispos de Guadix y Ávila respectivamente.

### Diócesis de Ciudad Rodrigo
Aún no había tomado posesión de su diócesis, cuando el cabildo le consulta sobre las discordias que había entre los conventos por la disputa de a qué religiosos correspondía la predicación en la catedral. Ya en la ciudad, Covarrubias fijó los derechos y obligaciones de las tres canonjías de oficio que había en ese momento, y estableció el régimen económico de la catedral, según refiere Hernández Vegas. Hacia 1561 el obispo mantenía en la Real Chancillería de Valladolid un pleito con la ciudad de Ciudad Rodrigo sobre el pago de trigo y cebada que debían hacer todos los vecinos de la villa episcopal de Sepúlveda de lo que recogían en la jurisdicción de la ciudad.
En su tiempo se erigió en la ciudad la cofradía del Santísimo Sacramento, por bula fechada en Roma el 16 de febrero de 1563.

### Padre conciliar de Trento
El 9 de febrero de 1562 salió de Ciudad Rodrigo para asistir a la tercera convocatoria tridentina. Covarrubias, acompañado de su hermano Antonio, entonces oidor en Granada, se embarcó en Rosas para Génova y llegó a Trento el 18 de mayo, en cuya asamblea se le contabilizan al menos 10 intervenciones, en especial en asuntos relacionados con los sacramentos.
El 9 de julio de 1562 respondió a los cánones presentados del uso de la Eucaristía. Covarrubias afirmó que la comunión bajo las dos especies para los laicos no era derecho divino ni necesaria para la salvación, para lo que ofreció cuatro cánones compuestos por él. Sostuvo también que la comunión no es necesaria por derecho divino para los niños. Respecto al orden sacerdotal, Covarrubias en la sesión de 27 de noviembre de 1562 manifestó que la jerarquía eclesiástica había sido instituida por Cristo, siendo los primeros, por ley divina, los obispos, como sucesores de los apóstoles, y, tras los obispos, los presbíteros. Se manifestó a favor tanto de la residencia temporal de todos los beneficios como la del obispo. Respecto a esta, manifestó que los prelados que estuvieran ausentes de sus diócesis sin causa justificada durante más de tres meses debían ser multados. En cuanto al matrimonio, planteó la cuestión de la nulidad en relación con los matrimonios clandestinos, colocando la ley eclesiástica por encima de las civiles y pidió que se aumentara el número de testigos en los esponsales.
El obispo Covarrubias asistió a la sesión de clausura del concilio en 1563 formando parte de la delegación española. Allí, junto a Hugo de Buoncompagni (futuro Gregorio XIII) redactó los decretos De reformatione. Terminado el concilio y firmadas por él las actas, regresó a España por Barcelona a finales de febrero de 1564.

### Diócesis de Segovia

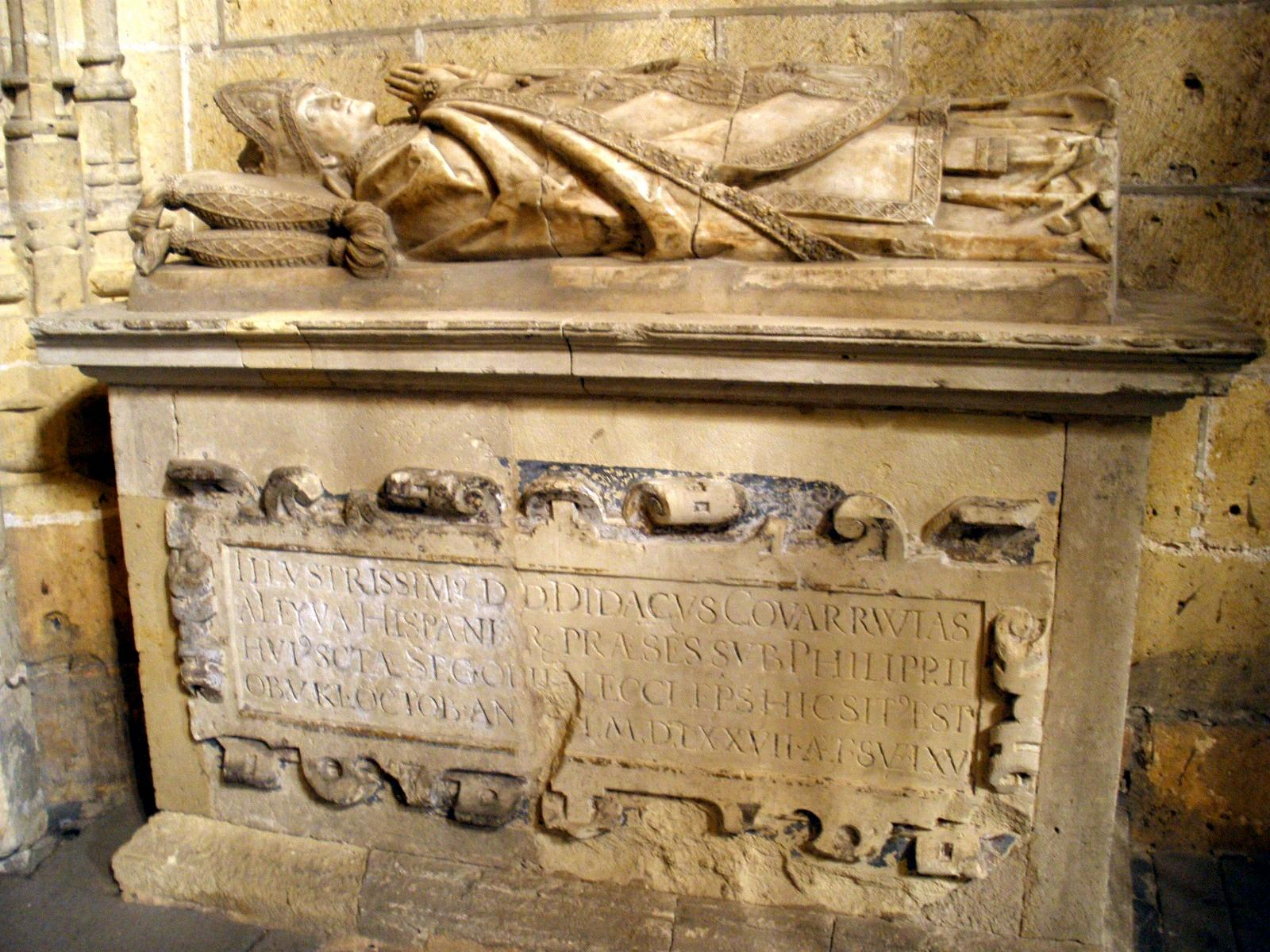
Sepulcro del obispo en la capilla del Cristo del Consuelo de la catedral de Segovia, que reza: ILLVSTRISSM[US] D.D. DIDACVS COVARRVVIAS ALEYVA HISPANIAR[UM] PRÆS[ES] SUB PHILIPP[O] II HVIS S[AN]CTÆ SEGOBIEN[SIS] ECCL[ESIÆ] EPISC[OPUS] HIC SIT[US] EST OB[IIT] V KAL[END] OCTOB[RIS] ANNO MDLXXVII. ÆT[ATIS]·SUÆ LXV

Fue nombrado el 25 de octubre de 1564 obispo de Segovia. En el verano-otoño de 1565 asistió al concilio provincial de Toledo, que se prolongó hasta marzo de 1566. Acabado este, celebró sínodo en su diócesis. Siendo obispo de Segovia, el 14 de noviembre de 1570 se casó en esta ciudad el rey Felipe con Ana de Austria, concelebrando Covarrubias el casamiento junto a Gaspar de Zúñiga y Avellaneda, arzobispo de Sevilla. Ese mismo año se le encomendó, por real orden y un breve de Pío V, visitar el monasterio de las Huelgas de Burgos. En octubre de 1572, cuando realizaba la visita, fue nombrado presidente del Consejo de Castilla. El 6 de septiembre de 1577 fue trasladado a la mitra de Cuenca, pero sin haber tomado posesión murió en Madrid el 27 de septiembre de 1577.
Su cuerpo descansa en un sarcófago de caliza bajo una estatua yacente de alabastro en la catedral de Segovia, en la capilla del Cristo del Consuelo junto a la antigua puerta mandada construir por los Reyes católicos para la antigua catedral y que hoy da acceso al claustro.

## Obras

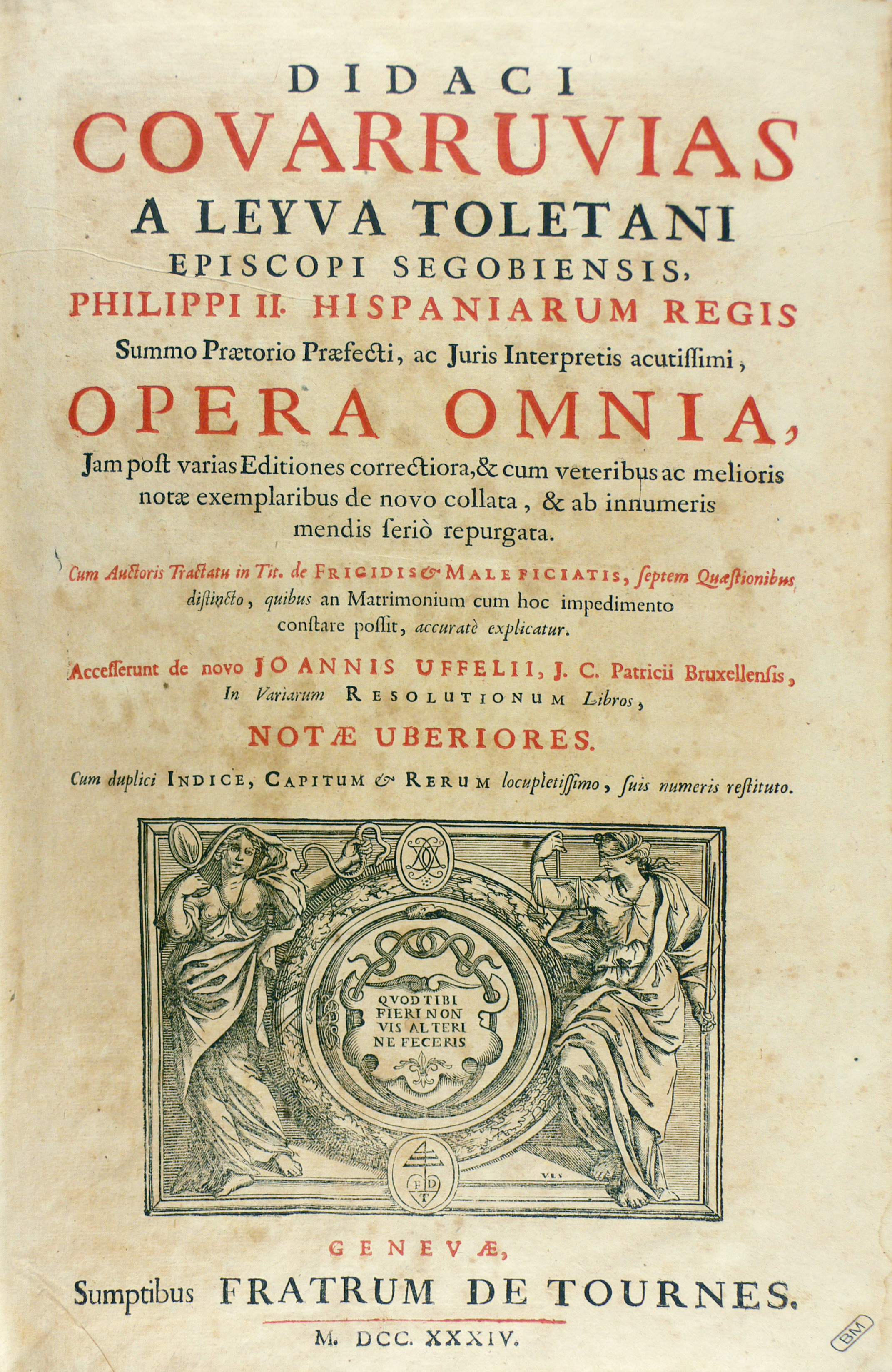
Opera omnia, 1734] (Milán, Fondazione Mansutti).

Como miembro de la Escuela de Salamanca, intervino en las discusiones sobre si se podía o no hacer esclavos a los indígenas de América, tomando partido por el antiesclavismo. Con Luis de Molina, continuó desarrollando la teoría del precio justo.
También estableció unos estatutos de la Universidad.
- In tit. De testamentis, Interpretatio (X 3, 26) (1547)
- In lib. IV. Decretalium, De sponsalibus ac matrimoniis, Epitome (X 4, 1) (1545)
- In c. Quamvis pactum, De pactis, lib. VI. Decretalium, Relectio (VI 1, 18, 2) (1553)
- In c. Alma mater, De sententia excommunicationis lib. VI., Relectio (VI 5, 11, 24) (1554)
- In regulae Possessor malae fidei, De regul. iuris. lib. VI., Relectio (VI 5, 13, 2) (1553)
- In regulae Peccatum, De regul. iuris lib. VI., Relectio (VI 5, 13, 4) (1553/1554)
- In Clementis quinti constitutionem: Si furiosus, rubrica De homicidio, Relectio (Clem. 5, 4, un.) (1554)
- Variarum Resolutionum ex jure pontificio regio et caesareo libri IV (1552 lib.1–3, 1570 lib. 1–4)
- Practicarum quaestionum liber unus (1556–1594) (zit. Pract. quaest.) (1556)
- De frigidis et maleficiatis, Tractatus (1573 in Opera omnia, Frankfurt)
- Veterum numismatum Collatio (de re monetaria) (1556)
- De possessione & praescriptione
- Enucleatum & auctum
- Notas ad concilium tridentinum
- Tractatus de poenis
- Observaciones al fuero juzgo
- Catálogo de los Reyes de España y de otras cosas señaladas para razón del tiempo
- Fundación de algunas ciudades de Espanna
- Advertencias para entender las inscripciones.

## Retratos
Fue retratado por Alonso Sánchez Coello y su taller, hacia 1574. Ese año, era obispo de Segovia y Sánchez Coello realizaba las pinturas del retablo de la iglesia parroquial de El Espinar. Una réplica también del taller de Sánchez Coello se encuentra en la sacristía de la Capilla del Santísimo Sacramento de la catedral de Segovia. El Greco lo pintó dos veces, una de ellas, basándose en el retrato de Coello y otra en el retrato de grupo que acompaña el Entierro del Conde Orgaz, en donde aparece también su hermano, el famoso humanista Antonio de Covarrubias.